# Pristimantis meridionalis
Pristimantis meridionalis là một loài động vật lưỡng cư trong họ Strabomantidae, thuộc bộ Anura. Loài này được Lehr & Duellman mô tả khoa học đầu tiên năm 2007.